# Sibérie (film)
Pour plus de détails, voir Fiche technique et Distribution.
Sibérie est un film français réalisé par Joana Preiss sorti en 2012.

## Synopsis
Un homme et une femme filment l'évolution de leur relation lors d'un voyage en Transsibérien.

## Fiche technique
- Réalisation : Joana Preiss
- Image : Joana Preiss et Bruno Dumont
- Montage : Clémence Diard et Joana Preiss
- Durée : 84 min
- Date de sortie :
  - France : 27 juin 2012

## Distribution
- Joana Preiss
- Bruno Dumont